# گاستون اوئه
گاستون اوئه (فرانسوی: Gaston Heuet‎؛ ۱۱ نوامبر ۱۸۹۲ – ۱۸ ژانویه ۱۹۷۹) دونده دو صحرانوردی اهل فرانسه بود.
وی در مسابقات کشوری و بین‌المللی در مجموع برندهٔ ۱ مدال برنز شده‌است.